# Liste der denkmalgeschützten Objekte in Lesachtal
Die Liste der denkmalgeschützten Objekte in Lesachtal enthält die 35 denkmalgeschützten, unbeweglichen Objekte der Gemeinde Lesachtal.

## Denkmäler
| Foto |                 | Denkmal                                                                                         | Standort                                                                       | Beschreibung | Metadaten |
| ---- | --------------- | ----------------------------------------------------------------------------------------------- | ------------------------------------------------------------------------------ | --- | --- |
| ja   | Datei hochladen | Zollwachwohngebäude HERIS-ID: 21967 Objekt-ID: 18293                                            | Birnbaum 18 Standort KG: Kornat                                                | Das Zollwachwohngebäude ist ein 1939 im Stil der Heimatschutzarchitektur errichtetes zweigeschoßiges Gebäude mit einem flachen Satteldach. | BDA-Hist.: Q37866215 Status: Bescheid Stand der BDA-Liste: 2025-06-30 Name: Zollwachwohngebäude GstNr.: .147                                                                                       |
| ja   | Datei hochladen | Zollwachwohngebäude HERIS-ID: 21966 Objekt-ID: 18292                                            | Birnbaum 19 Standort KG: Kornat                                                | Das Zollwachwohngebäude ist ein 1939 im Stil der Heimatschutzarchitektur errichtetes zweigeschoßiges Gebäude mit einem flachen Satteldach. | BDA-Hist.: Q37866185 Status: Bescheid Stand der BDA-Liste: 2025-06-30 Name: Zollwachwohngebäude GstNr.: .148                                                                                       |
| ja   | Datei hochladen | Kapelle Zur unbefleckten Empfängnis HERIS-ID: 21968 Objekt-ID: 18294                            | in Birnbaum Standort KG: Kornat                                                | Die Kapelle Zur Unbefleckten Empfängnis der Allerseligsten Jungfrau ist ein kleiner Bau aus der zweiten Hälfte des 18. Jahrhunderts mit Karniesbogenfenster. Der westliche Dachreiter wurde ungefähr am Anfang des 20. Jahrhunderts im gotisierenden Stil erneuert. Das Innere ist flachgedeckt und für über den eingezogenen, mit geradem Sturz versehenen Triumphbogen in den Altarraum mit 3/8-Schluss. Im vertieften Wandfeld an der Eingangswand befindet sich eine Darstellung der Taufe Christi. Das Deckengemälde des Hauptraums im Inneren wird die Enthauptung Johannes des Täufers dargestellt, die Decke des Altarraums zeigt die Aufnahme Mariens in den Himmel. Im Rokokoaltar befindet sich ein Marienbild, das mit Christoph Brandstätter pinxit 1819 bezeichnet ist. Die Lourdesgrotte in der nördlichen Fensternische des Altarraumes wurde um 1900 installiert. | BDA-Hist.: Q37866230 Status: § 2a Stand der BDA-Liste: 2025-06-30 Name: Kapelle Zur unbefleckten Empfängnis GstNr.: .12/2 Birnbaum, Kapelle zur unbefleckten Empfängnis                            |
| ja   | Datei hochladen | Kath. Pfarrkirche hl. Johannes der Täufer HERIS-ID: 21965 Objekt-ID: 18291                      | in Kornat Standort KG: Kornat                                                  | Die spätgotische Kirche wurde 1868 bei einem Unwetter zum Teil zerstört; daraufhin wurden das Dach erneuert, der Turm neu aufgebaut, das Langhaus verlängert und mit einem neugotischen Portal versehen und eine Sakristei neben dem Turm angebaut. Der Chor mit 5/8-Schluss und dreikantigen Strebepfeilern ist gleich hoch und breit wie das Langhaus. Die Kirche ist im neugotischen Stil eingerichtet: Haupt- und Seitenaltar, Kanzel, Taufsteinaufsatz, Kreuzwegszenen sowie einige Figuren. | BDA-Hist.: Q1698846 Status: § 2a Stand der BDA-Liste: 2025-06-30 Name: Kath. Pfarrkirche hl. Johannes der Täufer GstNr.: .19 Kornat, Kath Pfarrkirche hl. Johannes der Täufer                      |
| ja   | Datei hochladen | Kath. Filialkirche hll. Ulrich und Blasius HERIS-ID: 21964 Objekt-ID: 18290                     | bei Mattling 8 Standort KG: Kornat                                             | Die Filialkirche zum Heiligen Ulrich und Blasius ist ein kleiner, spätbarocker Bau mit drei Achsen. Das Gebäude wird von einem hölzernen, westlich angeordneten Dachreiter mit Spitzhelm gekrönt. Außerdem weist es Kompositbogenfenster und ein korbbogiges Westportal auf, über dem sich in einer Nische eine Malerei auf Holz befindet (mit der Darstellung des Heiligen Ulrichs). Im Inneren mündet der flach gedeckte Hauptraum über einen mit einem geraden Sturz versehenen Triumphbogen in den Altarraum mit 3/8-Schluss. Der um das Jahr 1790 hergestellte Altar ist mit Opfergangsportalen und mit einem erneuerten Bild der beiden Kirchenpatrone, dem Heiligen Ulrich und dem Heiligen Blasius, ausgestattet. Außerdem befinden sich am Altar Statuetten der Heiligen Laurentius, Stephanus, Agatha, Apollonia, Franziskus und eines Heiligen Mönches. Die Konsolenfigürchen zeigen den Heiligen Blasius und Christus in der Trauer. Ein spätbarockes Ölbild aus dem 18. Jahrhundert zeigt den Heiligen Blasius und Szenen aus seinem Leben. Eine Konsolenfigur stellt die Schwarze Muttergottes mit Kind und in Goldmantel dar, die spätbarock sein dürfte. | BDA-Hist.: Q37866166 Status: § 2a Stand der BDA-Liste: 2025-06-30 Name: Kath. Filialkirche hll. Ulrich und Blasius GstNr.: .49 Mattling, Kath. Filialkirche hll. Ulrich und Blasius                |
| ja   | Datei hochladen | Kath. Filialkirche hl. Antonius von Padua HERIS-ID: 21961 Objekt-ID: 18287                      | bei Nostra 10 Standort KG: Kornat                                              | Die Kirche ist ein einfacher dreiachsiger Bau mit 3/8-Schluss und Dachreiter. Sie wurde 1703 erbaut und in der ersten Hälfte des 19. Jahrhunderts nach Osten erweitert. An der Giebelwand und an den Decken sind Wandmalereien. Der Altar mit Opfergangsportalen dürfte um 1800 entstanden sein. Die Kirche beinhaltet außerdem ein paar kleine spätbarocke Figuren. | BDA-Hist.: Q606999 Status: § 2a Stand der BDA-Liste: 2025-06-30 Name: Kath. Filialkirche hl. Antonius von Padua GstNr.: .80 Antoniuskirche (Nostra)                                                |
| ja   | Datei hochladen | Kath. Filialkirche hl. Chrysanth HERIS-ID: 21960 Objekt-ID: 18286                               | gegenüber Wodmaier 2 Standort KG: Kornat                                       | Die Filialkirche Zum Heiligen Chrysanth ist ein kleiner, um 1800 errichteter Saalbau mit einem westlich angeordneten, hölzernen Dachreiter. Das flach gedeckte Langhaus führt über den eingezogenen, mit einem geraden Sturz versehenen, Triumphbogen in den ebenfalls eingezogenen Chor mit 3/8-Schluss. Außerdem weist das Langhaus ein Segmentbogenportal auf und Fenster mit einem Karniesbogenschluss. Das mit Christoph Brandstätter pinxit 1810 bezeichnete Deckengemälde zeigt den Heiligen Chrysanth. In der Decke des Chorraumes wird die Anbetung des Lammes dargestellt. Der nachbarocke Altar stammt aus der Mitte des 19. Jahrhunderts. | BDA-Hist.: Q37866129 Status: § 2a Stand der BDA-Liste: 2025-06-30 Name: Kath. Filialkirche hl. Chrysanth GstNr.: .89 Wodmaier, Kath. Filialkirche hl. Chrysanth                                    |
| ja   | Datei hochladen | Kapelle hl. Dreifaltigkeit HERIS-ID: 4840 Objekt-ID: 697                                        | in Klebas Standort KG: Liesing                                                 | Die Filialkirche in Klebas ist der Heiligen Dreifaltigkeit geweiht. Die 1870 erbaute Kirche wurde 1968 restauriert. Der kleine Bau mit halbkreisförmigem Schluss und Rundbogenfenster besitzt einen mit Spitzgiebelhelm bekrönten Holzdachreiter. Im Inneren hat das flach gedeckte Schiff einem eingezogenen Triumphbogen mit geradem Sturz. Das Altarblatt des nachbarocken Altars zeigt die heilige Dreifaltigkeit. Die Seitenfiguren stellen den heiligen Florian und wahrscheinlich den heiligen Silvester dar. | BDA-Hist.: Q38084973 Status: § 2a Stand der BDA-Liste: 2025-06-30 Name: Kapelle hl. Dreifaltigkeit GstNr.: .58/2 Ortskapelle Klebas                                                                |
| ja   | Datei hochladen | Kath. Filialkirche Maria Hilf HERIS-ID: 4836 Objekt-ID: 693                                     | bei Niedergail 2 Standort KG: Liesing                                          | Die Filialkirche Maria Hilf in Niedergail wurde laut einer Inschrift in der Altarwand im Jahr 1756 errichtet. Es handelt sich um einen einfachen Langbau, der einen westlich angeordneten, hölzernen Dachreiter mit Spitzhelm, ein Korbbogenportal und Kompositbogenfenster aufweist. Die Fenster im Chor mit 3/8-Schluss sind korbbogenförmig. Das dreijochige Langhaus ist mit einem Kreuzgratgewölbe, welches auf Konsolen ruht, überdeckt. Im westlichen Joch befindet sich ein Tonnengewölbe und eine Holzempore. Der mit Opfergangsportalen ausgestattete Altar wurde um das Jahr 1680 errichtet. Sein Mittelbild wurde erneuert. Josef Brandstätter aus Kötschach malte vermutlich im Jahr 1862 die Tondi in den Stichkappen, welche die Marienkrönung, das Herz Mariae, das Herz Jesu und Heilige zum Thema haben. | BDA-Hist.: Q38084066 Status: § 2a Stand der BDA-Liste: 2025-06-30 Name: Kath. Filialkirche Maria Hilf GstNr.: .5 Niedergail, Kath. Filialkirche Maria Hilf                                         |
| BW   | Datei hochladen | Kapelle hl. Dreifaltigkeit (Letter-Kapelle) HERIS-ID: 21972 Objekt-ID: 18298                    | bei Obergail 6 Standort KG: Liesing                                            | Die Dreifaltigkeitskapelle ist ein zweiachsiger Bau mit 3/8-Schluss und Flachdecke. Das Bild des spätbarocken Altars zeigt die Krönung Mariens durch die Heilige Dreifaltigkeit. Im Altaraufsatz steht die Statuette des heiligen Chrysanthus. | BDA-Hist.: Q37866249 Status: Bescheid Stand der BDA-Liste: 2025-06-30 Name: Kapelle hl. Dreifaltigkeit (Letter-Kapelle) GstNr.: .33/2                                                              |
| ja   | Datei hochladen | Kath. Filialkirche hl. Josef HERIS-ID: 21970 Objekt-ID: 18296                                   | bei Tscheltsch 5 Standort KG: Liesing                                          | Die kleine Saalkirche mit 3/8-Schluss und hölzernem Dachreiter wurde vermutlich in der ersten Hälfte des 15. Jahrhunderts errichtet; darauf deuten zumindest das Netzgratgewölbe und das hohe steile Dach hin. Sie beinhaltet einen Knorpelwerkaltar von etwa 1670, allerdings mit erneuertem Bild, sowie zwei bäuerliche Ölbilder. | BDA-Hist.: Q1700781 Status: Bescheid Stand der BDA-Liste: 2025-06-30 Name: Kath. Filialkirche hl. Josef GstNr.: .188 St. Josef (Tscheltsch)                                                        |
| ja   | Datei hochladen | Wegkapelle 14 Nothelfer HERIS-ID: 4837 Objekt-ID: 694                                           | Standort KG: Liesing                                                           | Die spätbarocke Kapelle mit Apsis und Vordach steht an der Straße östlich von Liesing. Die Wandmalerei im Inneren stellt die 14 Nothelfer dar. | BDA-Hist.: Q38084240 Status: § 2a Stand der BDA-Liste: 2025-06-30 Name: Wegkapelle 14 Nothelfer GstNr.: 933 Liesing, Wegkapelle 14 Nothelfer                                                       |
| ja   | Datei hochladen | Kath. Pfarrkirche hl. Nikolaus HERIS-ID: 4838 Objekt-ID: 695                                    | Standort KG: Liesing                                                           | Die Kirche ist ein gotischer Bau des 15. Jahrhunderts mit dreijochigem Schiff, zweijochigem Chor, Strebepfeilern und Christophorusfresko an der Chor-Außenwand. In ihr befindet sich eine zweigeschoßige gemauerte Empore. Im 18. Jahrhundert wurden Gewölbe, Fenster und Portal barockisiert. Zur Einrichtung gehört der spätbarocke Hochaltar mit Opfergangsportalen; Seitenaltäre und Kanzel sind neugotisch. Im Langhaus ist ein geschnitztes Vesperbild, etwa von 1400. An den Chorwänden befinden sich Schnitzreliefs eines ehemaligen spätgotischen Hochaltars und eine gleich alte Schnitzfigur. | BDA-Hist.: Q1507015 Status: § 2a Stand der BDA-Liste: 2025-06-30 Name: Kath. Pfarrkirche hl. Nikolaus GstNr.: .119 St. Nikolaus (Liesing)                                                          |
| ja   | Datei hochladen | Friedhof HERIS-ID: 4839 Objekt-ID: 696                                                          | Standort KG: Liesing                                                           | Im östlichen und westlichen Teil der Friedhofsmauer sind spitz- und rundbogige Grabnischen eingelassen. Das Kruzifix stammt aus dem 18. Jahrhundert. | BDA-Hist.: Q38084728 Status: § 2a Stand der BDA-Liste: 2025-06-30 Name: Friedhof GstNr.: 706 Friedhof Liesing (Lesachtal)                                                                          |
| ja   | Datei hochladen | Servitenkloster HERIS-ID: 25467 Objekt-ID: 21895                                                | Maria Luggau 26 Standort KG: Luggau                                            | Das Kloster wurde um 1600 errichtet und nach Bränden 1640 und 1738 erneuert. Der große dreigeschoßige Bau ist rechteckig um einen Hof angelegt. Im Südtrakt befinden sich die Sakristei (bemerkenswerter Stuck aus dem 18. Jahrhundert), das Refektorium (Stuckdecke; in die Wand eingelassene Ölgemälde) und ein Korridor mit zahlreichen Bildern. | BDA-Hist.: Q1775586 Status: § 2a Stand der BDA-Liste: 2025-06-30 Name: Servitenkloster GstNr.: .51 Kloster Maria Luggau                                                                            |
| ja   | Datei hochladen | Ehem. Zollwachwohngebäude HERIS-ID: 5278 Objekt-ID: 1140                                        | Maria Luggau 48, 50 Standort KG: Luggau                                        | Die winkelförmigen, dreigeschoßigen Breitgiebelhäuser mit flachen Pfettendächern wurden 1939 im Stil der Heimatschutzarchitektur der 1930er – 40er Jahre errichtet. | BDA-Hist.: Q37771362 Status: Bescheid Stand der BDA-Liste: 2025-06-30 Name: Ehem. Zollwachwohngebäude GstNr.: 112/3 Zollwachwohngebäude Maria Luggau 48                                            |
| ja   | Datei hochladen | Zollwachwohngebäude HERIS-ID: 21953 Objekt-ID: 18279                                            | Maria Luggau 49 Standort KG: Luggau                                            | Die winkelförmigen, dreigeschoßigen Breitgiebelhäuser mit flachen Pfettendächern wurden 1939 im Stil der Heimatschutzarchitektur der 1930er – 40er Jahre errichtet. | BDA-Hist.: Q37866078 Status: Bescheid Stand der BDA-Liste: 2025-06-30 Name: Zollwachwohngebäude GstNr.: 112/4 Zollwachwohngebäude Maria Luggau 49                                                  |
| ja   | Datei hochladen | Portal der Klosteranlage HERIS-ID: 25468 Objekt-ID: 21896                                       | in Maria Luggau Standort KG: Luggau                                            | Das im Westen gelegene Portal der Klosteranlage ist als Bossenwerk gefertigt und mit einem hervorgehobenen Schlussstein (mit der Bezeichnung Ave Maria) versehen. Gekrönt wird das Portal durch zwei kleine, seitliche Obelisken. | BDA-Hist.: Q37894021 Status: § 2a Stand der BDA-Liste: 2025-06-30 Name: Portal der Klosteranlage GstNr.: 15 Portal Klosteranlage Maria Luggau                                                      |
| ja   | Datei hochladen | Klostergarten mit Treppenanlage, sog. Spatzentempel und Portal HERIS-ID: 25469 Objekt-ID: 21897 | in Maria Luggau Standort KG: Luggau                                            | Der Klostergarten ist eine terrassierte, mit einer Umfassungsmauer versehene, Gartenanlage im Süden des Servitenklosters. Unterhalb einer Stützmauer befindet sich ein als Spatzentempel bezeichneter Bau des 17. Jahrhunderts auf achteckigem Grundriss. Das von einer hölzernen Laterne gekrönte Gebäude besitzt im Inneren Nischen mit volkstümlichen barocken Steineinlegearbeiten. Die Figuren zeigen den Gekreuzigten, die Heilige Maria Magdalena und vier Mönche. Außerdem findet sich die Bezeichnung IHS 1748. | BDA-Hist.: Q37894040 Status: § 2a Stand der BDA-Liste: 2025-06-30 Name: Klostergarten mit Treppenanlage, sog. Spatzentempel und Portal GstNr.: 16, 17, .53/1, .53/2 Spatzentempel Maria Luggau     |
| ja   | Datei hochladen | Pfarr- und Wallfahrtskirche Basilika Maria Schnee HERIS-ID: 25471 Objekt-ID: 21899              | in Maria Luggau Standort KG: Luggau                                            | Die in der ersten Hälfte des 16. Jahrhunderts errichtete Wallfahrtskirche ist ein einschiffiger Bau mit Chor mit 5/8-Schluss, mächtigem fünfgeschoßigen Eingangsturm, spitzbogigem profilierten Westportal und bemerkenswerten geschwungenen Rippensternen im Gewölbe der Vorhalle. Die Stukkaturen in Langhaus und Chor gehen ebenso wie die Gewölbemalerei auf die Barockisierung (1733–1740) zurück; etwas jünger ist die hölzerne Rokokobalustrade auf der gemauerten Empore. Über dem Tabernakel ist ein holzgeschnitztes mit Brokatgewändern bekleidetes Vesperbild von 1513. Der Hochaltar (1749) stammt vom Innsbrucker Hoftischler Paul Huber. | BDA-Hist.: Q2542879 Status: § 2a Stand der BDA-Liste: 2025-06-30 Name: Pfarr- und Wallfahrtskirche Basilika Maria Schnee GstNr.: .52 Wallfahrtskirche Maria Schnee (Maria Luggau)                  |
| ja   | Datei hochladen | Friedhof HERIS-ID: 25472 Objekt-ID: 21900                                                       | in Maria Luggau Standort KG: Luggau                                            | Die Friedhofsmauern sind im Westen und Osten mit vermutlich spätgotischen Portalbauten versehen. Südseitig befindet sich eine nachbarocke Grabädikula mit einer Rundbogennische. Das Bild stellt das Fegefeuer dar. | BDA-Hist.: Q37894091 Status: § 2a Stand der BDA-Liste: 2025-06-30 Name: Friedhof GstNr.: .52 |
| ja   | Datei hochladen | Doppelmühle Wachterbachmühle HERIS-ID: 21959 Objekt-ID: 18285                                   | westlich Tiefenbach 2 Standort KG: Luggau                                      | Die Wachterbach-Doppelmühle ist eine Wassermühle mit zwei oberschlächtigen Wasserrädern. Die Anlage wurde im Jahr 1750 errichtet und ist ein Holzblockbau mit einem Unterbau aus Bruchsteinmauerwerk. Der Mahlgang ist noch vollständig intakt. | BDA-Hist.: Q64692160 Status: Bescheid Stand der BDA-Liste: 2025-06-30 Name: Doppelmühle Wachterbachmühle GstNr.: .181 Doppelmühle Wachterbachmühle                                                 |
| ja   | Datei hochladen | Kapelle hl. Josef HERIS-ID: 25477 Objekt-ID: 21905                                              | in Raut Standort KG: Luggau                                                    | Die kleine Kirche mit 5/8-Schluss und hölzernen Dachreiter wurde 1805 erbaut. Um die Fenster sind Bemalungen in barocken Formen. In Altarraum und Langhaus sind Deckenmalereien von Christoph Brandstätter (1808). | BDA-Hist.: Q2319612 Status: § 2a Stand der BDA-Liste: 2025-06-30 Name: Kapelle hl. Josef GstNr.: .136 Kirche Raut                                                                                  |
| ja   | Datei hochladen | Grossn-Mühle HERIS-ID: 21954 Objekt-ID: 18280                                                   | bei Maria Luggau 19 Standort KG: Luggau                                        | Die Grossn-Mühle, ein Holzblockbau auf gemauertem Sockelgeschoß, mit Satteldach, ist eine von fünf hintereinander gereihten oberschlächtigen Radmühlen aus dem 17. oder 18. Jahrhundert. Im Inneren befindet sich eine betriebsfähige hölzerne Mahlvorrichtung aus dem 19. Jahrhundert. | BDA-Hist.: Q64692155 Status: Bescheid Stand der BDA-Liste: 2025-06-30 Name: Grossn-Mühle GstNr.: .34 Grossn-Mühle                                                                                  |
| ja   | Datei hochladen | Mattla-Mühle HERIS-ID: 21956 Objekt-ID: 18282                                                   | nördlich Maria Luggau 19 Standort KG: Luggau                                   | Die Mattla-Mühle, ein Holzblockbau auf gemauertem Sockelgeschoß, mit Satteldach, ist eine von fünf hintereinander gereihten oberschlächtigen Radmühlen aus dem 17. oder 18. Jahrhundert. Im Inneren befindet sich eine betriebsfähige hölzerne Mahlvorrichtung aus dem 19. Jahrhundert. | BDA-Hist.: Q64692157 Status: Bescheid Stand der BDA-Liste: 2025-06-30 Name: Mattla-Mühle GstNr.: .36/2 Mattlamühle                                                                                 |
| ja   | Datei hochladen | Vorbeter-Mühle HERIS-ID: 21957 Objekt-ID: 18283                                                 | neben Maria Luggau 19 Standort KG: Luggau                                      | Die Vorbeter-Mühle, ein Holzblockbau auf gemauertem Sockelgeschoß, mit Satteldach, ist eine von fünf hintereinander gereihten oberschlächtigen Radmühlen aus dem 17. oder 18. Jahrhundert. Im Inneren befindet sich eine betriebsfähige hölzerne Mahlvorrichtung aus dem 19. Jahrhundert. | BDA-Hist.: Q64692158 Status: Bescheid Stand der BDA-Liste: 2025-06-30 Name: Vorbeter-Mühle GstNr.: .32 Vorbeter-Mühle                                                                              |
| ja   | Datei hochladen | Richter-Freiberger-Mühle HERIS-ID: 21958 Objekt-ID: 18284                                       | nördlich Maria Luggau 19 Standort KG: Luggau                                   | Die Richter-Freiberger-Mühle, ein Holzblockbau auf gemauertem Sockelgeschoß, mit Satteldach, ist eine von fünf hintereinander gereihten oberschlächtigen Radmühlen aus dem 17. oder 18. Jahrhundert. Im Inneren befindet sich eine betriebsfähige hölzerne Mahlvorrichtung aus dem 19. Jahrhundert. | BDA-Hist.: Q64692159 Status: Bescheid Stand der BDA-Liste: 2025-06-30 Name: Richter-Freiberger-Mühle GstNr.: 33/1 Richter-Freiberger-Mühle                                                         |
| ja   | Datei hochladen | Hanseler-Mühle HERIS-ID: 21955 Objekt-ID: 18281                                                 | bei Maria Luggau 37 Standort KG: Luggau                                        | Die Hanseler-Mühle, die ein kleines Mühlenmuseum beherbergt, ist ein Holzblockbau auf gemauertem Sockelgeschoß, mit Satteldach, und ist eine von fünf hintereinander gereihten oberschlächtigen Radmühlen aus dem 17. oder 18. Jahrhundert. Im Inneren befindet sich eine betriebsfähige hölzerne Mahlvorrichtung aus dem 19. Jahrhundert. | BDA-Hist.: Q64692156 Status: Bescheid Stand der BDA-Liste: 2025-06-30 Name: Hanseler-Mühle GstNr.: .31/3 Hanseler-Mühle                                                                            |
| ja   | Datei hochladen | Kapelle hll. Silvester und Veit HERIS-ID: 24069 Objekt-ID: 20442                                | bei Frohn 4 Standort KG: St. Lorenzen im Lesachtal                             | Die den Heiligen Silvester und Veit geweihte Kapelle in Unterfrohn wurde laut Inschrift am Tor 1661 gebaut und 1861 restauriert. Der kleine Bau mit 3/8-Schluss und gotisierendem Dachreiter besitzt an der Westseite Luckenfenster. Der Altar mit Knorpelwerkdekor stammt aus dem Jahre 1661. Ein bäuerliches Votivbild des heiligen Veit wurde 1686 von einem Ch. Röbensberger gemalt. | BDA-Hist.: Q37881459 Status: § 2a Stand der BDA-Liste: 2025-06-30 Name: Kapelle hll. Silvester und Veit GstNr.: .8 Kapelle hll. Silvester und Veit, Frohn                                          |
| ja   | Datei hochladen | Kapelle hl. Dreifaltigkeit HERIS-ID: 24068 Objekt-ID: 20441                                     | in Frohn Standort KG: St. Lorenzen im Lesachtal                                | Die kleine Kirche wurde 1633 erbaut und 1805 vergrößert. Sie hat eingezogenen Chor mit 3/8-Schluss und einen hölzernen Dachreiter mit Zwiebelhelm. In der Kirche gibt es spätbarocke Wandmalereien von Christoph Brandstätter und eine spätbarocke Einrichtung (Altar und Betstühle). | BDA-Hist.: Q1507911 Status: § 2a Stand der BDA-Liste: 2025-06-30 Name: Kapelle hl. Dreifaltigkeit GstNr.: .17 Kapelle hl. Dreifaltigkeit, Frohn                                                    |
| ja   | Datei hochladen | Kath. Filialkirche hl. Radegund HERIS-ID: 24063 Objekt-ID: 20436                                | nördlich Sankt Lorenzen im Lesachtal 69 Standort KG: St. Lorenzen im Lesachtal | Die Kirche ist ein spätgotischer Bau aus der 2. Hälfte des 15. Jahrhunderts, unter Verwendung romanischen Mauerwerks eines Vorgängerbaus. Auf dem steilen Dach ist ein hölzerner Dachreiter mit Spitzgiebelhelm. An der südlichen Außenwand sind spätgotische Fresken; im Inneren Freskenfragmente aus dem 14. oder 15. Jahrhundert. Der bemerkenswerte Hochaltar mit Knorpelwerkdekor ist mit 1653 bezeichnet. | BDA-Hist.: Q1289607 Status: Bescheid Stand der BDA-Liste: 2025-06-30 Name: Kath. Filialkirche hl. Radegund GstNr.: .74 Kirche Sankt Radegund, Wiesen                                               |
| ja   | Datei hochladen | Kapelle hl. Franz Xaver HERIS-ID: 4842 Objekt-ID: 699                                           | in Xaveriberg Standort KG: St. Lorenzen im Lesachtal                           | Die dem heiligen Franz Xaver geweihte Kapelle ist ein kleiner Bau mit dreiseitigem Schluss. Der Westgiebel ist mit 1737 bezeichnet, der Turm mit 1924. Der hölzerne Dachreiter ist mit einem Spitzgiebelhelm bekrönt. Im Inneren ruht ein Muldengewölbe mit Stichkappen auf Konsolen, die zum Teil die Form von Engelköpfen haben. Der neugotische Altar von 1878 stammt wahrscheinlich von Thomas Waldner. Das Altarblatt zeigt den heiligen Franz Xaver. Seitlich stehen die Figuren der Heiligen Katharina und Barbara. | BDA-Hist.: Q38085514 Status: § 2a Stand der BDA-Liste: 2025-06-30 Name: Kapelle hl. Franz Xaver GstNr.: .55 Xaveribergkapelle                                                                      |
| ja   | Datei hochladen | Heldenfriedhof HERIS-ID: 24064 Objekt-ID: 20437                                                 | Standort KG: St. Lorenzen im Lesachtal                                         | Friedhof für die an der nahen Gebirgsfront gefallenen Soldaten des 1. Weltkriegs. | BDA-Hist.: Q37881406 Status: § 2a Stand der BDA-Liste: 2025-06-30 Name: Heldenfriedhof GstNr.: 96/3 St. Lorenzen im Lesachtal, Heldenfriedhof                                                      |
| ja   | Datei hochladen | Marienkapelle HERIS-ID: 24065 Objekt-ID: 20438                                                  | Standort KG: St. Lorenzen im Lesachtal                                         | Die Marienkapelle befindet sich südlich unterhalb der Pfarrkirche Sankt Laurentius und ist im neugotischen Stil errichtet. | BDA-Hist.: Q37881427 Status: § 2a Stand der BDA-Liste: 2025-06-30 Name: Marienkapelle GstNr.: 2244/3 St. Lorenzen, Marienkapelle                                                                   |
| ja   | Datei hochladen | Kath. Pfarrkirche hl. Laurentius (Lorenz) HERIS-ID: 24067 Objekt-ID: 20440                      | Standort KG: St. Lorenzen im Lesachtal                                         | Die im Wesentlichen spätgotische Kirche mit älterem Kern ist im Erdgeschoß des mächtigen Turms mit 1474 bezeichnet. Am Turm sind Schlüssellochschießscharten, an der Südseite des Langhauses und am Chor Strebepfeiler. Die Kirche hat ein profiliertes spitzbogiges Westportal und eine zweigeschoßige spätbarocke Empore. Die Wandmalereien im Inneren stammen aus dem 15. und 16. Jahrhundert. Der spätbarocke Hochaltar mit älteren Statuen befand sich ursprünglich in der Pfarrkirche Mallnitz. | BDA-Hist.: Q1808232 Status: § 2a Stand der BDA-Liste: 2025-06-30 Name: Kath. Pfarrkirche hl. Laurentius (Lorenz) GstNr.: .148 St. Lorenzen im Lesachtal, Kath. Pfarrkirche hl. Laurentius (Lorenz) |